# Crucificação entre os Santos Jerônimo e Cristóvão (Pinturicchio)
A Crucificação entre os Santos Jerônimo e Cristóvão é uma pintura do mestre renascentista italiano Pinturicchio, pintada por volta de 1475 e alojada na Galeria Borghese de Roma, Itália.
É uma das primeiras obras conhecidas do pintor da Úmbria, depois de alguns dos painéis dos Milagres de São Bernardino, 1473).